# Кабак Ністор Петрович
Ні́стор Петро́вич Каба́к (рум. Nistor Cabac; * 10 листопада (23 листопада) 1913, Стара Кульна — † 10 липня 1941, Тирасполь) — молдавський поет.

## Біографічні дані
Ністор Кабак народився в сім'ї чабана. У 1931 році закінчив Балтське педагогічне училище й вступив до Тираспольського педагогічного інституту. 1935 року здобув диплом. У 1935—1937 роках був завідувачем відділу газети «Комсомолистул Молдовей».
1930 року вперше надрукував свого вірша в часописі «Молдова Литерарэ». Публікував поезії в газетах і журналах «Комсомолистул Молдовей», «Скынтея ленинистэ», «Октомбрие».
Ністор Кабак дебютував поетичною збіркою «Ынтыя браздэ» («Перша борозна», 1932). Наступними стали «Лимбиле де фок» («Спалахи вогню», 1934), «Версурь» («Вірші», 1935), «Ку тоатэ инима» («З усього серця», 1935). Один із найзначніших творів Кабака — поема «Бунтівничі серця», створена 1935 року в Києві. На українську тему написані вірші «Пе малул Нипрулуй» («На березі Дніпра»), «Каштаний ынфлореш» («Цвітуть каштани»), «Ниструл» («Дністер»), «Инима звыкнеште» («Серце тріпоче»).
Переклав молдавською мовою «Заповіт» («Комсомолистул Молдовей», 12.03.1937) і вступ до балади «Причинна» («Реве та стогне Дніпр широкий…») Тараса Шевченка (ці два переклади також опубліковано в періодичних виданнях «Октябрю ын Молдова» та «Плугарул Рош»). У 1937 році Ністор Кабак був репресований. Розстріляний — ймовірно, що цього ж таки року. Реабілітований посмертно. Деякі його твори українською мовою переклали Андрій М'ястківський й І. Коперник.

## Твори
молдавською:

- Ынтыя браздэ. — Тираспол, 1932
- Лимбиле де фок. — Тираспол, 1934
- Версурь. — Тираспол, 1935
- Ку тоатэ инима. — Тираспол, 1935
- Поезий алесе. — Кишинэу, 1957
- Поезий. Кишинэу, 1971
- «Poeţi basarabeni», antologie îngrijită de Ion Pillat, Bucureşti, 1991

українською:

- Республіка // Літературна газета, 18.07.1935
- [Вірші] // Молдавська радянська поезія: Антологія. — К., 1975

російською:

- Песня полей. — Кишинев, 1959